# 2001-es olaszországi parlamenti választások
| Koalíciós listavezető    | Silvio Berlusconi                         | Francesco Rutelli                         | Fausto Bertinotti                        |
| ------------------------ | ----------------------------------------- | ----------------------------------------- | ---------------------------------------- |
| Párt neve                | Szabadság Háza                            | Olajfa                                    | Kommunista Újraalapítás Pártja           |
| Választási koalíció      | Jobbközép koalíció                        | Balközép koalíció                         | Nincs koalíció                           |
| Szavazatok száma         | 18,398,246 49.6%                          | 13,169,239 35.5%                          | 1,868,659 5%                             |
| Mandátumok               | Képviselőház:368 / 630 Szenátus:176 / 315 | Képviselőház:241 / 630 Szenátus:128 / 315 | Képviselőház: 11 / 630 Szenátus: 4 / 315 |
| Változás %               | -                                         | -                                         | -                                        |
| Változás a mandátumokban | K: 96 · Sz: 33                            | K: 82 · Sz: 29                            | K: 24 · Sz: 6                            |

A 2001-es olaszországi parlamenti választásokat 2001. május 13-án tartották meg. A választáson a Silvio Berlusconi vezette jobbközép koalíció győzött, míg a Róma akkori polgármestere, Francesco Rutelli által vezetett balközép Olajfa koalíció vesztett. Ez volt az első választás 1996 óta.

## Választási rendszer
Az 1993-ban Sergio Mattarella által beterjesztett és népszavazáson megszavaztatott, Mattarellum néven ismert választási törvény volt érvényes:
Egy vegyes választási rendszer, mely az úgynevezett scorporo. 
A Képviselőház esetén a mandátumok 75%-át egyéni választókerületek adták, 25%-ban pedig országos lista alapján. A Képviselőházban 4%-os lett a bejutási küszöb. A Szenátus esetén a mandátumok 25%-át a töredékszavazatok alapján osztották ki. A Szenátusban emellett 83 mandátumot regionális alapon osztották ki.

## Pártok és jelöltek
| Koalíció | Koalíció                             | Párt                                 | Párt                                 | Főideológia                | Listavezető       |
| -------- | ------------------------------------ | ------------------------------------ | ------------------------------------ | -------------------------- | ----------------- |
|          | Szabadság Háza                       |                                      | Forza Italia (FI)                    | Liberális konzervativizmus | Silvio Berlusconi |
|          | Szabadság Háza                       | Nemzeti Szövetség (AN)               | Nemzeti konzervativizmus             | Gianfranco Fini            |                   |
|          | Szabadság Háza                       | Északi Liga (LN)                     | Regionalizmus                        | Umberto Bossi              |                   |
|          | Szabadság Háza                       | Fehér Virág (CCD–CDU)                | Kereszténydemokrácia                 | Pier Ferdinando Casini     |                   |
|          | Szabadság Háza                       | Új Olasz Szocialista Párt (NPSI)     | Szociáldemokrácia                    | Gianni De Michelis         |                   |
|          | Szabadság Háza                       | Olasz Republikánus Párt (PRI)        | Liberalizmus                         | Giorgio La Malfa           |                   |
|          | Szabadság Háza                       | Háromszínű Láng (FT)                 | Neofasizmus                          | Pino Rauti                 |                   |
|          | Olajfa                               |                                      | Baloldali Demokraták (DS)            | Szociáldemokrácia          | Massimo D'Alema   |
|          | Olajfa                               | Margaréta-párt (DL)                  | Centrizmus                           | Francesco Rutelli          |                   |
|          | Olajfa                               | Napraforgó Párt (FdV–SDI)            | Ökoszocializmus                      | Enrico Boselli             |                   |
|          | Olajfa                               | Olasz Kommunisták (PdCI)             | Kommunizmus                          | Oliviero Diliberto         |                   |
|          | Olajfa                               | Déltiroli Néppárt (SVP)              | Regionalizmus                        | Luis Durnwalder            |                   |
|          | Kommunista Újraalapítás Pártja (PRC) | Kommunista Újraalapítás Pártja (PRC) | Kommunista Újraalapítás Pártja (PRC) | Kommunizmus                | Fausto Bertinotti |
|          | Értékek Olaszországa (IdV)           | Értékek Olaszországa (IdV)           | Értékek Olaszországa (IdV)           | Korrupcióellenesség        | Antonio Di Pietro |
|          | Európai Demokrácia (DE)              | Európai Demokrácia (DE)              | Európai Demokrácia (DE)              | Kereszténydemokrácia       | Sergio D'Antoni   |
|          | Bonino Listája (LB)                  | Bonino Listája (LB)                  | Bonino Listája (LB)                  | Libertarianizmus           | Emma Bonino       |

1. ↑  Választási koalíció az Olasz Néppárt, Demokraták, Olasz Megújulás és a Populárisok pártokkal.

### Koalíciós listavezetők
| Kép | Név | Név                        | Akkori szerepe | Refs          |
| --- | --- | -------------------------- | --- | ------------- |
|     |     | Silvio Berlusconi (1936– ) | Olaszország miniszterelnöke (1994–1995) További pozíciók - Képviselőház tagja (1994–2013) - Forza Italia elnöke (1994–2009)                                                                                                  | [ 2 ] [ 3 ]   |
|     |     | Francesco Rutelli (1954– ) | Róma polgármestere (1993–2001) További pozíciók - Róma polgármestere (1993-) - Környezetvédelmi miniszter (1993–1993) - Képviselőház tagja (1983–1994)                                                                       | [ 4 ] [ 5 ]   |
|     |     | Fausto Bertinotti (1940– ) | Kommunista Újraalapítás Pártja főtitkára (1994–2006) További pozíciók - Európai Parlament tagja (1999–) - Képviselőház tagja (1994–)                                                                                         | [ 6 ] [ 7 ]   |
|     |     | Antonio Di Pietro (1950– ) | Közművekért felelős miniszter (1996–1996) További pozíciók - Értékek Olaszországa elnöke (1998–2013) | [ 8 ] [ 9 ]   |
|     |     | Sergio D'Antoni (1946– )   | CISL főtitkára (1991–2000) | [ 10 ] [ 11 ] |
|     |     | Emma Bonino (1948– )       | Egészségügyi és élelmiszerbiztonsági európai biztos (1995–1999) További pozíciók - Member of the European Parliament (1979–1988; 1999–2006) - Member of the Chamber of Deputies (1976–1978; 1979–1986; 1987–1990; 1992–1995) | [ 12 ] [ 13 ] |

## Választási kampány
A választási kampányban a Silvio Berlusconi vezette Szabadság Háza jobbközép koalíció és a Francesco Rutelli vezette balközép Olajfa koalíció volt a két fő esélyes. Az 1996-os választásokon a balközép koalíció győzött és négy kormány volt ez idő alatt: Romano Prodi első, Massimo D'Alema első és második valamint Giuliano Amato második kormánya. A kormány külső támogatója végig a Kommunista Újraalapítás Pártja volt, ám az Olajfa és a kommunisták között gyakori belviszály volt, emiatt  gyakoriak voltak a kormányválságok. 
A Silvio Berlusconi vezette Szabadság Házában a Forza Italia és Nemzeti Szövetségen kívül ismét tagja lett az Északi Liga is. A választási kampány utolsó napjaiban a Rai 1-n futó Porta a porta politikai műsorban megkötött "az olaszokkal való szerződését", amiben a választási programjuknak a végrehajtását vállalta kormányra kerülésük esetén. 